# Секція конвеєра

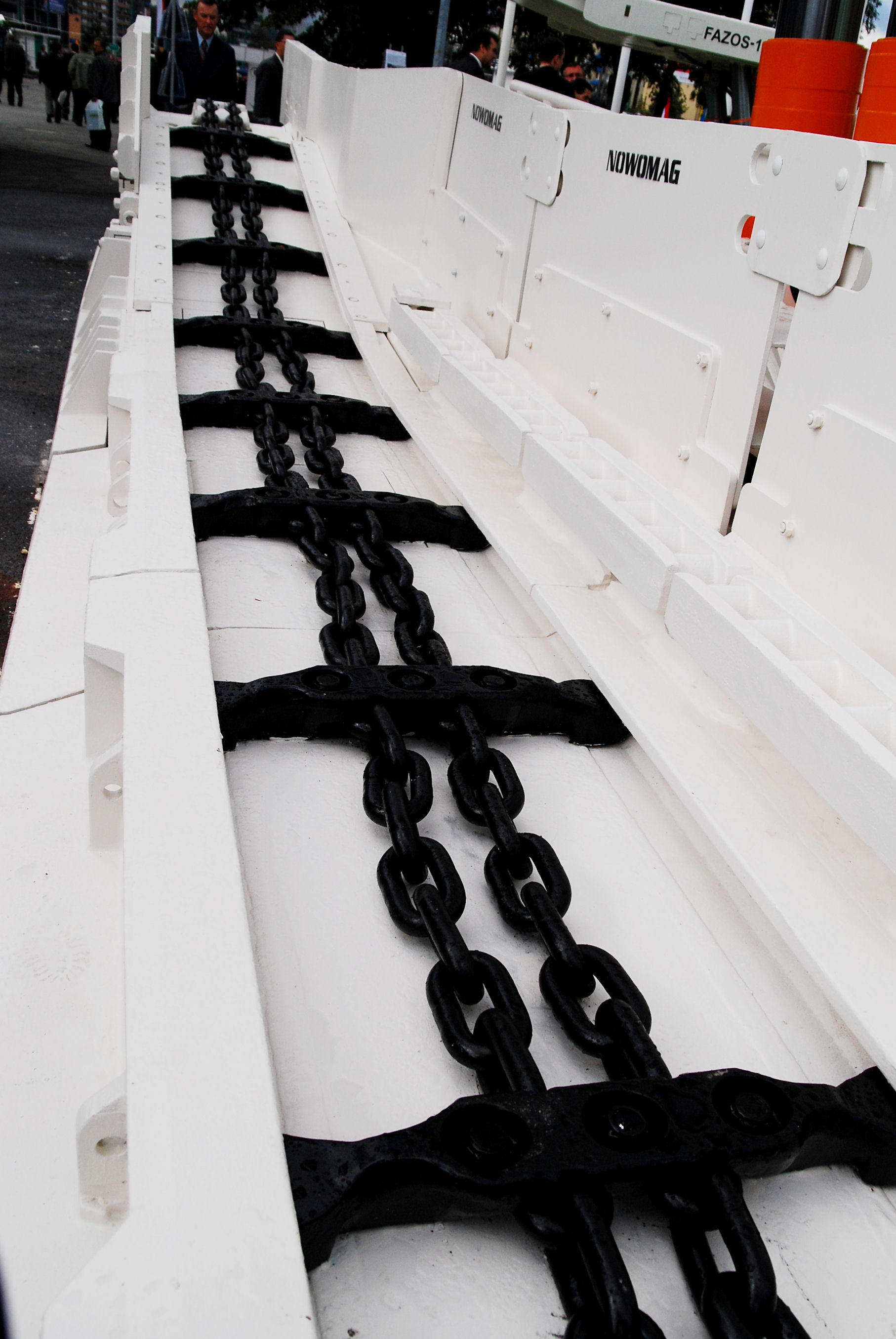
Секційність скребкового конвеєра

Секція конвеєра (рос. секция конвейера, англ. conveyor section, нім. Fördererabschnitt, Bandförderersektion) – частина конструкції конвеєра. 

## Різновиди
- Для стрічкового конвеєра складається з опор із закріпленими на них роликоопорами вантажної та холостої гілки.
- Головний елемент секції скребкового конвеєра – риштак.